# Liste de logiciels d'analyse Web
Cette page contient une liste non exhaustive de logiciels d'analyse web utilisés pour collecter et afficher des données sur les utilisateurs visitant un site Web.

## Logiciels auto-hébergés

### Logiciels gratuits / open source (FLOSS)
Voici un tableau comparatif de logiciels d'analyse web publiés sous licence de logiciel libre.
| Nom                | Plate-forme       | Bases de données prises en charge           | Méthode de suivi                   | Dernière version stable | Dernière date de sortie | Licence  |
| ------------------ | ----------------- | ------------------------------------------- | ---------------------------------- | ----------------------- | ----------------------- | -------- |
| Analog             | C                 | Basé sur un fichier journal                 | Fichiers journaux Web              | 6.0.17                  | 20/06/2021              | GNU GPL  |
| AWSStats           | Perl              | Basé sur un fichier journal                 | Fichiers journaux Web              | 7.9                     | 16/01/2023              | GNU GPL  |
| GoAccess           | C                 | Basé sur un fichier journal                 | Fichiers journaux Web              | 1.8.1                   | 31/10/2023              | MIT      |
| Matomo             | PHP               | MariaDB, MySQL                              | JavaScript, fichiers journaux Web  | 5.2.1                   | 20/12/2024              | GNU GPL  |
| Octopussy          | Linux, Perl, ASP  | MariaDB, MySQL, basé sur un fichier journal | Fichiers journaux Web (via Syslog) | 1.0.16                  | 03/06/2017              | GNU GPL  |
| Open Web Analytics | PHP               | AWS Aurora, MariaDB, MySQL                  | Balise de page JavaScript ou PHP   | 1.7.8                   | 07/01/2023              | GNU GPL  |
| Prisme Analytics   | Linux, Go, Docker | ClickHouse                                  | JavaScript                         | 0.13.0                  | 08/03/2024              | GNU AGPL |
| W3Perl             | Perl              | Basé sur un fichier journal                 | Fichiers journaux Web              | 3.20                    | 30/07/2015              | GNU GPL  |
| Webaliseur         | C                 | Basé sur un fichier journal                 | Fichiers journaux Web              | 2.23-08                 | 26/08/2013              | GNU GPL  |
| Umami              | JavaScript        | MySQL, MariaDB, PostgreSQL                  | JavaScript                         | 2.15.1                  | 15/12/2024              | MIT      |

### Logiciels propriétaires
Ce tableau liste des logiciels propriétaires d'analyse Web.
| Nom              | Entreprise      | Système d'exploitation          | Bases de données supportées                                         | Méthode de suivi                                           | Dernière version stable | Prix en USD                   |
| ---------------- | --------------- | ------------------------------- | ------------------------------------------------------------------- | ---------------------------------------------------------- | ----------------------- | ----------------------------- |
| Sawmill          | Flowerfire Inc. | Windows / Linux / BSD / POSIX   | MS SQL / MySQL / Base de données Oracle / PostgreSQL / Propriétaire | Fichiers journaux Web                                      | 8.5                     | mixte, à partir de 99$/profil |
| Splunk           | Splunk Inc.     | Windows / Linux / BSD / Solaris | Propriétaire                                                        | Fichiers journaux Web                                      | 6.2.1                   | Le prix varie                 |
| Tealeaf CX       | IBM             | Windows / Linux                 | MS SQL /Propriétaire                                                | Moniteur de trafic réseau                                  | 8.4                     | Voir le site internet         |
| Unica NetInsight | IBM             | Windows / Linux / Solaris       | MS SQL / IBM Db2 / Base de données Oracle / Netezza                 | Fichiers journaux Web et cookies (avec ou sans JavaScript) | 8.6                     | La vent e a été abandonnée    |
| Urchin           | Google          | Windows / Linux / BSD           | MySQL, PostgreSQL                                                   | Cookies et journaux                                        | 7.0                     | La vente a été abandonnée     |

## Logiciels hébergés / Logiciels en tant que service (SaaS)
Voici un tableau comparatif de logiciels d'analyse Web hébergés en tant que service.
| Nom                       | Entreprise        | Méthode de suivi              | Dernière version stable | Prix en USD                                    |
| ------------------------- | ----------------- | ----------------------------- | ----------------------- | ---------------------------------------------- |
| Adobe Analytics           | Systèmes Adobe    | Cookies via JavaScript        | 15                      | Négociable                                     |
| Bing Webmaster Tools      | Microsoft         | Cookies via JavaScript        | N / A                   | Gratuit                                        |
| Analytics Suite           | AT Internet       | Identifiant mobile et cookies | Continu                 | Négociable                                     |
| Data Workbench            | Adobe Systems     | Cookies via JavaScript        | 6.51                    | Négociable                                     |
| Google Analytics          | Google            | Cookies via JavaScript        | N / A                   | Gratuit (Standard), 150 000 $ par an (Premium) |
| CleverTap                 | WizRocket, Inc.   | Cookies via JavaScript        | Continu                 | Gratuit (Début)/Forfaits mensuels              |
| LiveChat                  | LiveChat Software | Cookies via JavaScript        | N / A                   | à partir de 36$/mois                           |
| Mixpanel                  | MixPanel          | Cookies via JavaScript        | N / A                   | Gratuit (Début)/Forfaits mensuels              |
| Nudge                     | Nudge             | Cookies via JavaScript        | Continu                 | Forfaits gratuits/pro                          |
| Quantcast                 | Société Quantcast | Cookies via JavaScript        | N / A                   | Gratuit                                        |
| Site Web similaire        | Similaireweb Ltd. | Cookies via JavaScript        | N / A                   | Forfaits gratuits/mensuels (à partir de 199 $) |
| StatCounter               | StatCounter       | Cookies via JavaScript        | N / A                   | Gratuit - 5 $/mois... 119 $/mois               |
| Webtrekk Q3               | Webtrekk          | Cookies via JavaScript        | N / A                   | À partir de 202$/mois                          |
| Webtrends                 | Webtrends         | Cookies via JavaScript        | N / A                   | N / A                                          |
| Woopra                    | iFusion Labs LLC  | Cookies via JavaScript        | 1.2                     | Gratuit - 999 $+/mois                          |
| Yahoo! Web Analytics      | Yahoo!            | Cookies via JavaScript        | Plus disponible         | Gratuit                                        |
| Yandex.Metrica            | Yandex            | Cookies via JavaScript        | N / A                   | Gratuit                                        |
| Piwik PRO Analytics Suite | Piwik PRO         | Cookies via JavaScript        | 18.4.2                  | Gratuit / Négociable                           |